# Skuraty (Ukraina)
Skuraty (ukr. Скурати) – wieś na Ukrainie, w obwodzie żytomierskim, w rejonie korosteńskim, w hromadzie Czopowice. W 2001 liczyła 338 mieszkańców, spośród których 336 wskazało jako ojczysty język ukraiński, 1 rosyjski, a 1 inny.